# Huelva Información
Huelva Información es un periódico español editado en Huelva, propiedad del Grupo Joly.

## Historia
Fue creado a iniciativa principalmente de la Federación Onubense de Empresarios y varios centenares de pequeños accionistas de la ciudad de Huelva. En 1983 el único diario de la provincia era el periódico Odiel y se encontraba en una grave crisis económica; Odiel acabaría siendo clausurado en 1984, lo que inicialmente dejó al Huelva Información sin rivales. A lo largo de la década de los años 1980 Huelva Información se consolidó en ventas y sobrepasando en popularidad a otros periódicos de la competencia —como Odiel Información—. A partir de los años 1990 el diario entró en crisis y tuvo que ser vendido a diferente editoras como "Prensa española" o el "Grupo Vocento", hasta que en 2002 fue adquirido por el "Grupo Joly".
Según la OJD, en 2010 el diario tuvo una difusión de 6493 ejemplares.